# Viby Gymnasium
Viby Gymnasium, tidligere Viby Amtsgymnasium, er et gymnasium i Viby, Aarhus. Det blev grundlagt i 1965, som byens fjerde gymnasium. Gymnasiet var landets første Amtsgymnasium. Gymnasiet udbyder i dag både den treårige almene studentereksamen (STX) og den toårige hf-eksamen (HF).

## Skolens rektorer
- Jens Ahm (1965-1975)
- Erik Jensen (1975-1989)
- Åge Weigelt (1989-2012)
- Lone Sandholdt Jacobsen (2012-

## Historie & arkitektur
I løbet af 1960erne voksede antallet af gymnasieelever i Aarhus mere end forventet, og allerede før skolens bygninger var færdigopført, begyndte undervisningen af de første klasser i lånte lokale i på Rundhøjskolen i 1965. De kommende år voksede elevantallet, men bygningerne stod endnu ikke klar. I skoleåret 1965-66 var der omkring 100 elever, i skoleåret 1966-67 var der omkring 250.
På grund af tidspresset i forbindelse med at få opført skolens bygninger, udskrev man ikke en arkitektkonkurrence som det ellers var normalt. Sognerådsformanden fra Viby, Arne Pedersen, kom med det forslag, at man kunne opføre skolen efter samme arkitekttegninger som skolerne i Odense (Mulernes Legatskole) og i Svendborg. Der blev således samtidigt opført tre identiske gymnasier. Mulernes Legatskole og Viby Gymnasium stod færdige i 1968, mens Svendborg Gymnasium kunne tage bygningerne i brug i 1969.
En finurlig detalje ved det parallelle byggeri på tre adresser er, at Svendborg Gymnasium ligger placeret på en skråning, hvilket ikke er tilfældet i Viby, hvor man før byggeriet måtte grave en kunstig bakke.
Viby gymnasiums bygninger blev officielt indviet onsdag den 6. november 1968 med en til lejligheden komponeret kantate af Finn Savery med tekst af Finn Methling. På dette tidspunkt havde skolen over 500 elever.
Arkitekten bag byggeriet var kongelig bygningsinspektør Jørgen Stærmose (1920-2007), der er kendt for sine store modernistiske byggerier såsom Rigshospitalet og Vollsmosekvarteret i Odense. I Viby havde arkitekt og kongelig bygningsinspektør C.F. Møller tilsynet med byggeriet. Den funktionalistiske byggestil kommer til udtryk i bygningens strømlinede facader præget af symmetri og gentagelser og det faktum, at både grundplan og belægninger stadig fungerer som tiltænkt i 2022. Som en del af funktionalismens idé, er der indtænkt lysindfald gennem store vinduespartier samt udgang til to symmetriske atriumgårde i bygningens midte.
I 1965 var det kutyme at skolens rektor og pedel også havde bolig på skolens område, så sydvest for selve skolen opførtes to parcelhuse i samme stil. Disse er senere inddraget til undervisning.
Der er senere tilføjet et nyt lærerværelse, en Science-fløj samt en hal til skolens bygninger.

### Kunstsamling
Skolens kunstsamling omfatter i dag betydelige værker af kunstnere som Hans Christian Rylander (1939-2022), Thomas Bang (skulptur & installation/f. 1938), Mogens Gissel, Ib Geertsen m. flere.
Erik Lagoni Jakobsen opførte i årene 1968-1970 en farverig ”Abstrakt komposition” til en endevæg i Samlingssalen i størrelsen 15,75-3,20 m. Værket er dog siden dækket af en trappe, som blev opført i forbindelse med en større renovation af skolens Samlingssal.
SKFA-18365-67-AUD/001 – Works – eMuseum (kunst.dk)

## Talentarbejde
Viby Gymnasium deltager i samarbejdet Akademiet for Talentfulde Unge.

## Kendte tidligere ansatte og studerende ved Viby Gymnasium og HF
- 1971: Ebbe Benedikt Rasmussen, rektor for det danske gymnasium Duborg-Skolen i Flensborg
- ca. 1971: Steffen Brandt, musiker
- ca. 1980: Peter Øvig Knudsen, journalist og forfatter
- 1985: Henriette Kjær, politiker, MF og minister
- ca. 1985: Flemming Povlsen, fodboldspiller
- 1988 Marc Rieper, fodboldspiller
- 1989: Jim Daus Hjernøe, musiker
- 1989: Morten Wang, operasanger ved Den Jyske Opera
- 1989: Anne Suppli, sanger, danser, performer
- 1989: Ole Bækhøj, musiker og leder af Pierre Boulez Saal i Berlin
- ca. 1995: Rune Tolsgaard, komiker, manuskriptforfatter og instruktør
- 1999: Mette Dencker, parterapeut, coach og politiker, MF
- Erik Jensen
- Sune Gavnholt, badmintonspiller
- Jens Kruse Mikkelsen, højesteretsdommer
- Claus Thomsen, fodboldspiller
- Karl William, sanger
- The Cosmic Twins, musikgruppe
- Emma MacLean Sinclair, økonomisk næstforkvinde DGS 20/21
- Karoline Dolmer, organisatorisk næstforkvinde DGS 20/21